# جورج ديفيد وودز
جورج ديفيد وودز (بالإنجليزية: George David Woods)‏ هو مصرفي واقتصادي وسياسي أمريكي، ولد في 27 يوليو 1901 في الولايات المتحدة، وتوفي في 20 أغسطس 1982 في نفس البلد. انتخب رئيس مجموعة البنك الدولي (1963 – 1 أبريل 1968).

## روابط خارجية
- جورج ديفيد وودز على موقع مونزينجر (الألمانية)